# Phyllodactylus pachamama
Phyllodactylus pachamama — вид геконоподібних ящірок родини Phyllodactylidae. Ендемік Перу. Описаний у 2016 році.

## Опис
Гекон Phyllodactylus pachamama — великий представник свого роду, довжина якого (без врахування хвоста) становить 77 мм.

## Поширення і екологія
Phyllodactylus pachamama мешкають в регіоні Амазонас на півночі Перу. Вони живуть в сухих тропічних лісах та в сухих чагарникових і кактусових заростях, трапляються в людських поселеннях. Ведуть нічний спосіб життя, живляться безхребетними, переважно жуками.